# Keravill

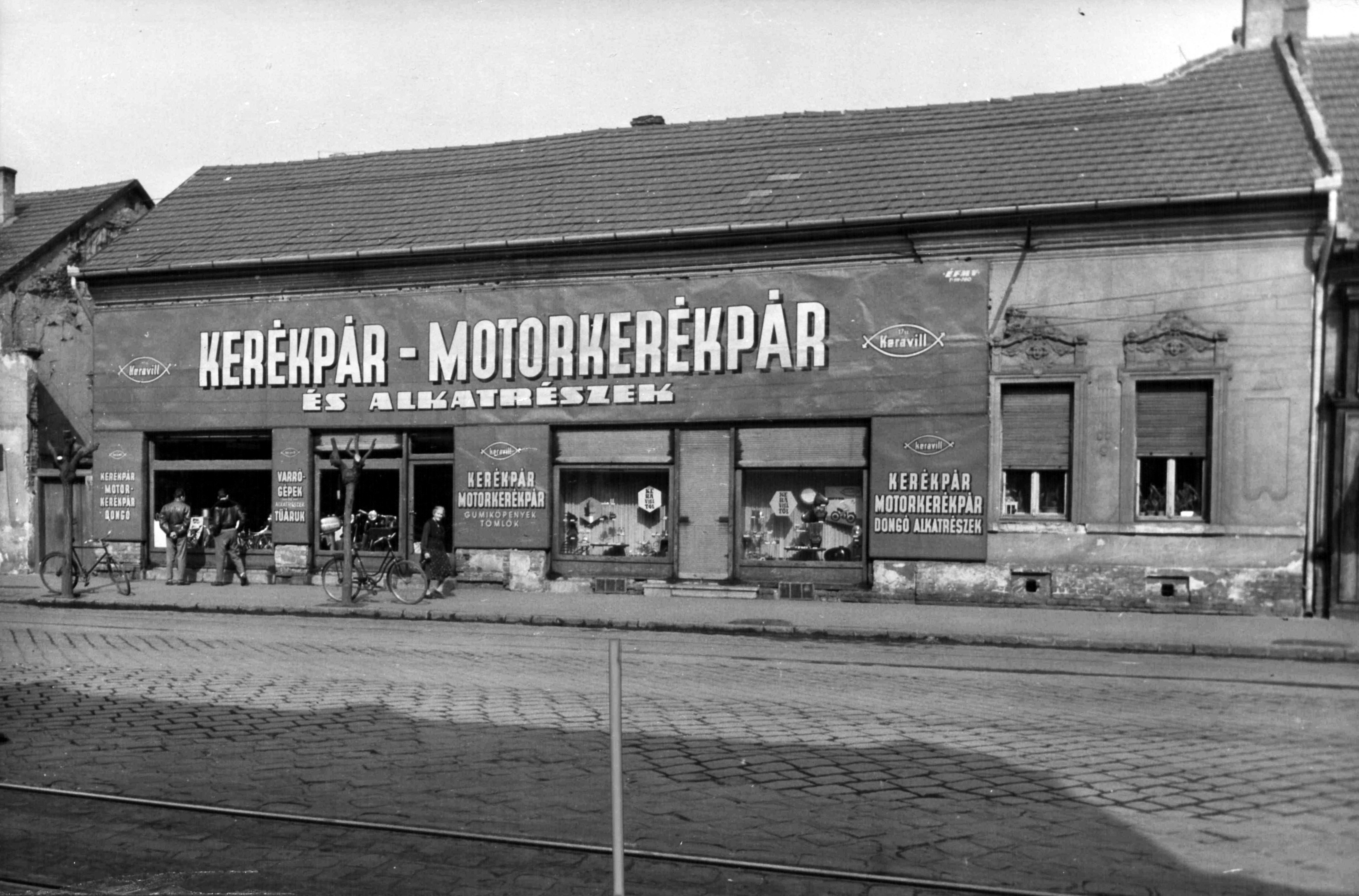
Keravill szaküzlet Budapesten 1961-ben

A Keravill jelentős műszaki kiskereskedelmi vállalat volt Magyarországon 1950–2004 között.

## Állami vállalatként
A „Keravill” az 1950-ben alapított Kerékpár, Rádió és Villamossági Kiskereskedelmi Vállalat rövidítése. A tanácsrendszer létrejöttével fővárosi tanácsi vállalat lett. 1951-ben felvette a Fővárosi Kerékpár, Rádió  és Villamossági Kiskereskedelmi Vállalat nevet. Neve a területi kereskedelmi korlátok eltörlését követően 1973-tól KERAVILL Kereskedelmi Vállalatra változott. Elsőként vezette be Magyarországon 1961-ben a minta utáni árusítást. 1966-tól általánosította az önkiszolgáló rendszert. Az 1980-as években áruházjellegű bolthálózatát fejlesztette, és bevezette a telefonos értékesítést.

## A privatizáció után
Az Állami Vagyonügynökség (ÁVÜ) a korábbi állami vállalat vagyonából 714 millió Ft-os alaptőkével 1989-ben részvénytársaságot alakított Keravill Nagy- és Kiskereskedelmi Rt. néven. A cég  Várszegi Gábor érdekeltségeként a Fotex-csoport tagja lett. A Keravill Rt. 2004 decemberében megszűnt.

## Külső hivatkozások
- Napi Online
- A Fotex története, benne a Keravill is
- búcsú
- "Retronóm": kínálat 1999-ben
- A megszűnésről Archiválva 2010. június 3-i dátummal a Wayback Machine-ben
- index.hu (2004)